# Transversal de Beja
A Transversal de Beja foi um caminho de ferro planeado mas nunca construído, que iria unir Beja, na Linha do Alentejo, a Ermidas Sado, nas linhas do Sul e Sines, em Portugal. Desta forma, iria criar uma grande rede ferroviária ao longo do Alentejo, de Moura a Sines, facilitando desta forma o transporte de mercadorias desde o interior da região até ao Porto de Sines. A ideia de ligar Beja a Sines por via férrea foi lançada nas Décadas de 1870 e 1880, mas foi abandonada devido ao início do projecto da Linha do Sado e do seu ramal para Sines, na transição para o Século XX. Ressurgiu na Década de 1920, quando o ramal para Sines já estava em construção, tendo o projecto para uma linha de Ermidas a Beja sido inserido no Plano Geral da Rede Ferroviária, em 1930.

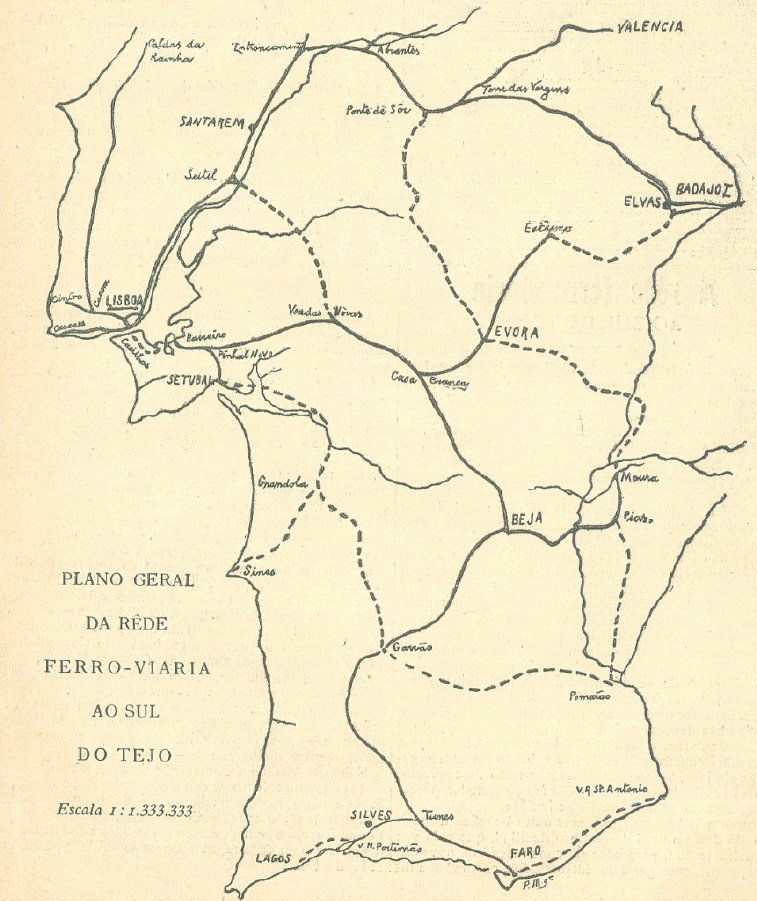
Mapa do plano de 1902, mostrando o projecto da Linha do Sado, e o seu ramal para Sines, que nessa altura se deveria iniciar em Grândola.

## História

### Antecedentes
Até meados do século XIX, a região Sul de Portugal lutava contra grandes problemas nas suas comunicações, especialmente no interior, onde as povoações dependiam de uma rede de estradas em mau estado. Um dos principais eixos de transportes na região era a chamada Rota do Trigo, desde a zona de Évora até ao porto de Alcácer do Sal, que utilizava veículos a tracção animal. Esta situação começou a modificar-se com a política de obras públicas do governo, que procurou desenvolver as comunicações em Portugal através da introdução dos caminhos de ferro.
No Alentejo, a rede ferroviária iniciou-se com a construção de uma linha desde o Barreiro, na Margem Sul do Tejo, até Vendas Novas, que entrou ao serviço em 1861, e que foi prolongada até Beja em 1864, e até Faro em 1889. No entanto, as comunicações entre Lisboa e o Algarve ficaram prejudicadas pela configuração do caminho de ferro, que dava uma grande volta para chegar a Beja.

### Primeiros projectos
Depois do caminho de ferro chegar a Beja, surgiu a ideia de construir uma outra linha férrea que unisse Beja a Sines, passando por Ferreira do Alentejo e por Santiago do Cacém. Nessa altura, Sines já era um destino balnear para parte das populações do Alentejo, e um importante centro para o transporte de cortiça. Uma portaria de 25 de Novembro de 1887 abriu o concurso para a construção do caminho de ferro de Beja a Sines.
Em 1898, foi formada uma comissão técnica para estudar a rede ferroviária na região Sul de Portugal, onde se decidiu que a melhor forma de facilitar as ligações entre a capital e o Algarve era através da construção de uma nova linha férrea, que uniria o Pinhal Novo a Garvão, aproveitando um ramal já construído até Setúbal, criando assim uma ligação directa entre a margem Sul do Tejo e o Algarve. Assim, a Linha do Sado (futura Linha do Sul) foi incluída no Plano Geral da Rede Ferroviária, em conjunto com um ramal até Sines. O projecto que já existia de Beja a Sines foi abandonado, por o seu traçado ficar demasiado próximo da nova linha. Porém, a construção da Linha do Sado decorreu muito lentamente, devido à instabilidade governamental e ao deflagrar da Primeira Guerra Mundial, tendo sido só concluída em 1925, enquanto que a construção da Linha de Sines terminou em 1936.
Ainda na década de 1920, foi pedida a instalação de uma linha férrea de Barrancos a Sines, passando por Moura, Serpa, Beja, Ferreira do Alentejo e Santiago do Cacém, que se previa que seria de fácil construção. A cidade de Beja, como capital do distrito, era um importante centro económico e social, embora a região em si nunca tenha desempenhado um papel de relevo no desenvolvimento nacional, em grande parte devido à falta de uma rede ferroviária mais densa, que teria permitido melhores acessos a outras regiões e ao porto de Sines. Em 1 de Novembro de 1926, a Gazeta dos Caminhos de Ferro noticiou que uma comissão de Beja, liderada pelo governador civil, tinha-se reunido com o Ministro do Comércio para pedir que fosse incluída uma cláusula no contracto de arrendamento dos Caminhos de Ferro do Estado, de forma a que a empresa arrendatária fosse obrigada a construir a linha de Ermidas a Beja, cujos estudos já tinham sido concluídos.

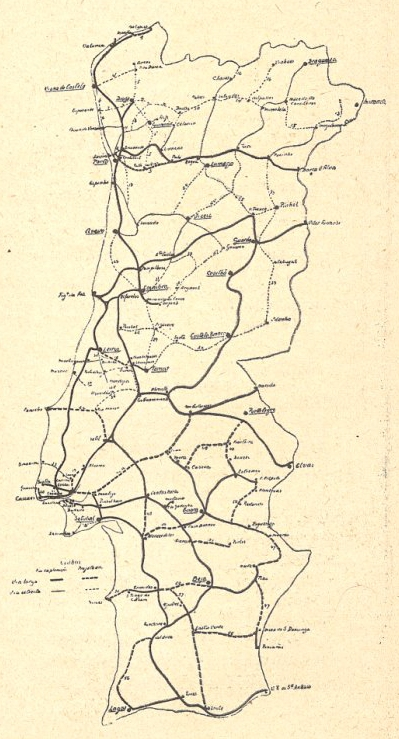
Mapa do plano de 1930, mostrando os projectos para a linha de Ermidas a Beja e para o prolongamento do Ramal de Aljustrel.

### Transversal de Sines
O Plano Geral da Rede Ferroviária, publicado pelo Decreto n.º 18:190, de 28 de Março de 1930, reintroduziu a ideia de ligar Beja a Sines através da Transversal de Sines; esta linha devia aproveitar a totalidade do ramal para Sines, então ainda em obras, e deveria ser construído um novo lanço de via férrea até Beja, por Ferreira do Alentejo. O Ramal de Aljustrel deveria ser prolongado, a forma a ligar-se à Transversal de Sines.
Após o final da Segunda Guerra Mundial, os governos distritais em Portugal reiniciaram os seus pedidos para a construção dos caminhos de ferro, tendo a cidade de Beja requisitado que fosse instalada a linha de Ermidas a Beja. Na sessão de 17 de Abril de 1948 da Assembleia Nacional, o engenheiro Mira Galvão discursou sobre as vias férreas no Distrito de Beja, tendo defendido a construção da linha de Ermidas a Beja, que deveria servir Beringel e Ferreira do Alentejo. Alegou que esta linha seria de grande benefício para o transporte dos produtos agrícolas da região, especialmente na zona entre Ferreira e Sines, que tinha problemas de comunicações, e também facilitaria o acesso das populações às praias de Sines.
Na obra Plano de Valorização do Alentejo: Rega de 170 000 hectares, publicada em 1965 pela Direcção-Geral dos Serviços Hidraúlicos, ainda se avançou a hipótese de construir várias linhas no Alentejo, incluindo a de Beja a Ermidas, devido à grande necessidade de meios de transporte que se iria verificar durante as obras do Plano de Rega.